# فشيان (مقاطعة تشرام)
فشيان (بالفارسية: فشیان) هي قرية تقع في قسم تشرام الريفي (مقاطعة تشرام) في إيران. يقدر عدد سكانها بـ 502 نسمة بحسب إحصاء 2016.